# Catfish Brasil
Catfish Brasil é a versão brasileira do reality show americano Catfish, produzido pela Animus Productions e exibido pela MTV (Brasil) é apresentado por Ciro Sales e Ricardo Gadelha, estreou em 31 de agosto de 2016 com exibições semanais às quartas-feiras.

## Enredo
O programa aborda relacionamentos que nascem na internet: casais que ao longo de meses e anos somente se relacionam pela rede e que nunca se viram pessoalmente. Em cada episódio, os apresentadores Ciro Sales e Ricardo Gadelha mergulham em uma nova aventura para ajudar uma pessoa apaixonada a descobrir a verdade sobre seu parceiro(a). A ideia é investigar e ajudar quem pode ter sido enganado a desvendar mentiras e verdades sobre seu relacionamento online. Como o que não falta na internet é gente querendo dar o truque, muitas vezes a pessoa dá de cara com alguém totalmente diferente do que ela achava que conhecia.
| “ | Sabemos que o brasileiro é um dos que mais usam as redes sociais no mundo, tanto para expor opiniões como para se relacionar com outras pessoas, sejam elas amigas ou não no chamado ‘mundo real’. Por isso decidimos produzir a versão nacional de Catfish, programa que já faz muito sucesso por aqui com a versão americana e que mostra o lado sombrio de se relacionar com alguém no mundo virtual, explica Tiago Worcman, Vice-Presidente Sênior de programação e conteúdo da MTV na América Latina. É um dos programas com mais audiência do tipo na américa latina. | ” |

## Exibição na TV aberta
Em 20 de outubro de 2019, o programa passou a ser exibido em uma versão compacta, sendo incorporado como um quadro dentro da revista eletrônica Domingo Espetacular, da Record.

## Episódios
| Temporada | Temporada | Episódios | Exibição original      | Exibição original     |
| Temporada | Temporada | Episódios | Estreia da temporada   | Final da temporada    |
| --------- | --------- | --------- | ---------------------- | --------------------- |
|           | 1ª.       | 8         | 31 de agosto de 2016   | 19 de outubro de 2016 |
|           | 2ª.       | 4         | 20 de setembro de 2017 | 11 de outubro de 2017 |
|           | 3ª.       | 10        | 25 de julho de 2018    | 10 de outubro de 2018 |

## Estreias internacionais
| País | Canal             | Estreia                | Título         | Ref    |
| --- | ----------------- | ---------------------- | -------------- | ------ |
| Brasil | MTV Brasil        | 31 de agosto de 2016   | Catfish Brasil | [ 9 ]  |
| Brasil | RecordTV          | 20 de outubro de 2019  | Catfish Brasil |        |
| Portugal | MTV Portugal      | 29 de dezembro de 2016 | Catfish Brasil | [ 10 ] |
| Argentina · Bolívia · Chile · Colômbia · Costa Rica · Cuba · El Salvador · Equador · Guatemala · Honduras · México · Nicarágua · Panamá · Paraguai · Peru · República Dominicana · Uruguai · Venezuela | MTV Latinoamérica | 12 de janeiro de 2017  | Catfish Brasil | [ 11 ] |
| França | MTV França        | 1 de março de 2017     | Catfish Brésil | [ 12 ] |
| Argentina | Telefe            | Fevereiro de 2018      | Catfish Brasil |        |